# Tossal de Mont-redons
El Tossal de Mont-redons és una muntanya de 197 metres que es troba al municipi de Flix, a la comarca catalana de la Ribera d'Ebre.